# موجارة عديمة الخطوط
موجارة عديمة الخطوط (الاسم العلمي: Gerres infasciatus) (بالإنجليزية: Nonbanded whipfin mojarra)‏ هي نوع من الأسماك تتبع جنس الموجارة من فصيلة الموجارات.